# Microfono Berliner
Il microfono Berliner è un microfono, inventato dal tedesco Emil Berliner.

## Principio di funzionamento

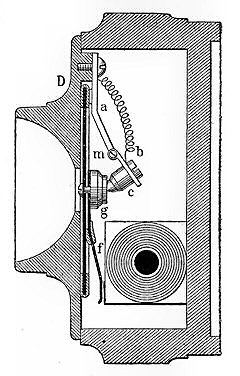
Berlinersches Mikrophon (sezione)

Nel microfono Berliner c'è un contatto in grafite g al centro di una membrana ad anello, in gomma, m, mentre un secondo contatto in grafite c è sospeso tra un braccio regolato con una vite h che mantiene il contatto con il punto g grazie al suo peso.
La membrana m è fissata al coperchio d della custodia del microfono, mentre nella chiusura del coperchio una molla a lamella f tiene in tensione la membrana.
Il principio di funzionamento è lo stesso del microfono Blake.